# Amathia aggregata
Amathia aggregata is een mosdiertjessoort uit de familie van de Vesiculariidae. De wetenschappelijke naam van de soort is, als Bowerbankia aggregata, voor het eerst geldig gepubliceerd in 1926 door O'Donoghue & O'Donoghue.